# ملل و نحل

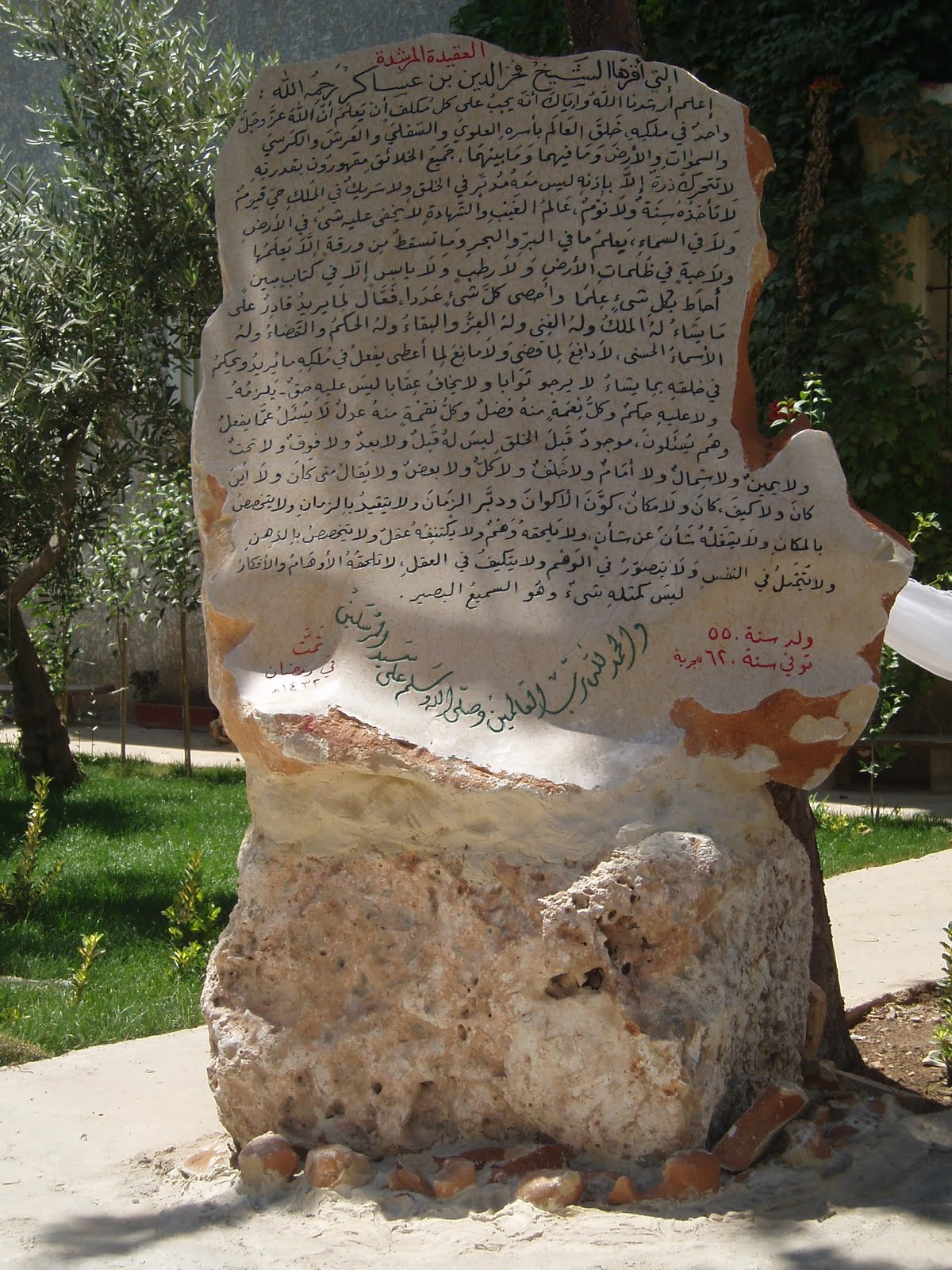
اعتقادنامه راهنمای ابن تومارت

المِلَل و النِحَل کتابی است برپایهٔ مذاهب و ادیان و عقاید ملت‌های مختلف جهان در دورانی که نویسنده می‌زیسته‌است. این کتاب توسط محمد بن عبدالکریم شهرستانی (۴۷۹–۵۴۸) هجری قمری به زبان عربی نوشته شده‌است. در آن مراتبی دربارهٔ آداب و رسوم دین زرتشتی وجود دارد.
در این کتاب شهرستانی جهان را به هفت اقلیم تقسیم و شرح می‌نماید و چنین می‌گوید:
- در هفت اقلیم دنیا طبق روال آن زمان کسانی در این اقالیم هفت‌گانه وجود دارند که از لحاظ زبان، طبایع، انفس، شکل ورنگ اختلاف گوناگونی دارند.
- تقسیم هفت اقلیم به جهات اربع که عبارت‌اند از: شرق، غرب، جنوب، شمال. انسان‌هایی در این جهات اربع زندگی می‌کنند که لغات و طبایع مختلف با همدیگر دارند.
- شهرستانی مللهایی که در این جهات اربع زیست می‌کنند به چهار ملل بزرگ تقسیم کرده‌است که عبارت‌اند از:عرب، عجم، روم و هند

این کتاب دانشنامه کوتاهی از ادیان، مذاهب و آراء فلاسفه در دوران نویسنده است که در زمان خودش مورد استقبال مردم چه در شرق و چه در غرب قرار گرفته بود. این کتاب به چندین زبان زنده دنیا از جمله آلمانی توسط تئودور هابروکر، ترجمه شده‌است. هابرکر در مقدمهٔ ترجمهٔ خود می‌گوید: «مردم جهان توسط شهرستانی توانستند به تاریخ فلسفهٔ قدیم و جدید پی ببرند.» متن عربی و ترجمه فارسی جلد سوم این کتاب با ترجمه فارسی دکتر محسن ابوالقاسمی در بازار موجود است.